# Przedrostek dwójkowy
Przedrostki dwójkowe – stosowane w informatyce przedrostki jednostek miary o identycznych nazwach i oznaczeniach jak przedrostki SI, ale o mnożniku 103 zastąpionym przez 210 (103 = 1000 ≈ 1024 = 210). Dodatkowo przedrostek kilo jest często oznaczany literą K, a nie k jak w układzie SI. Zastosowanie przedrostków dwójkowych jest bardzo praktyczne, jeśli operujemy wielkościami, dla których naturalnym jest dwójkowy system liczbowy, np. rozmiarami pamięci komputerowej.
Ponieważ takie użycie przedrostków SI nie jest zgodne z ich oryginalnym przeznaczeniem, w 1998 r. IEC zaproponowało metodę wyeliminowania rozbieżności (IEC 60027-2:1998, IEC 80000-13:2008). Polega ona na dodaniu po znaku mnożnika (pisanym zawsze wielką literą) litery i, i zastąpienie drugiej sylaby nazwy mnożnika przez bi (od binarny). Przykładowo KiB, czyli kibibajt ma oznaczać 1024 bajty, w odróżnieniu od kB, czyli kilobajta oznaczającego 1000 bajtów. Propozycja ta przyjmuje się jednak bardzo powoli, mimo że używane są coraz wyższe mnożniki powodujące coraz większe rozbieżności.
| IEC   | IEC    | podstawa | podstawa | podstawa                 | podstawa | podstawa                          | podstawa | SI    | SI     |
| nazwa | symbol | 2        | 16       | 16                       | różnica  | 10                                | 10       | nazwa | symbol |
| ----- | ------ | -------- | -------- | ------------------------ | -------- | --------------------------------- | -------- | ----- | ------ |
| kibi  | Ki     | 210      | 162,5    | 40016                    | 2,40%    | 1 024                             | > 103    | kilo  | k      |
| mebi  | Mi     | 220      | 165      | 10 000016                | 4,86%    | 1 048 576                         | > 106    | mega  | M      |
| gibi  | Gi     | 230      | 167,5    | 4000 000016              | 7,37%    | 1 073 741 824                     | > 109    | giga  | G      |
| tebi  | Ti     | 240      | 1610     | 100 0000 000016          | 9,95%    | 1 099 511 627 776                 | > 1012   | tera  | T      |
| pebi  | Pi     | 250      | 1612,5   | 4 0000 0000 000016       | 12,59%   | 1 125 899 906 842 624             | > 1015   | peta  | P      |
| eksbi | Ei     | 260      | 1615     | 1000 0000 0000 000016    | 15,29%   | 1 152 921 504 606 846 976         | > 1018   | eksa  | E      |
| zebi  | Zi     | 270      | 1617,5   | 40 0000 0000 0000 000016 | 18,06%   | 1 180 591 620 717 411 303 424     | > 1021   | zetta | Z      |
| jobi  | Yi     | 280      | 1620     | 1 0000 16                | 20,89%   | 1 208 925 819 614 629 174 706 176 | > 1024   | jotta | Y      |